# Antonio Maria Vegliò
Antonio Maria Vegliò (3 de febrero de 1938) es un arzobispo italiano de la Iglesia católica, quien se ha desempeñado como diplomático de la Santa Sede. En la actualidad es Presidente del Pontificio Consejo para la Pastoral de los Emigrantes e Itinerantes. Vegliò fue nombrado Cardenal por el papa Benedicto XVI el 18 de febrero de 2012.

## Trabajo curial
En 2001, el arzobispo Vegliò se convirtió en secretario de la Congregación para las Iglesias Orientales y, en 2009, presidente del Pontificio Consejo para la Pastoral de los Emigrantes e Itinerantes.
Se anunció el 6 de enero de 2012, que el arzobispo Vegliò se incluirían en una lista de 21 nombres de otros que se creen cardenal el 18 de febrero. Por lo tanto, en ese día fue creado y proclamado cardenal-diácono de San Cesareo en Palatio. Esta fue la misma iglesia titular en poder del futuro Juan Pablo II, durante su etapa como cardenal-arzobispo de Cracovia. El 21 de abril de 2012 fue nombrado cardenal Vegliò, por el habitual período de cinco años, un miembro de la Congregación para el Culto Divino y la Disciplina de los Sacramentos y el Consejo Pontificio para la Familia y el Consejo Pontificio para los Laicos.
El 4 de marzo de 2022, durante un Consistorio presidido por el papa Francisco, es promovido a la Orden de los Presbíteros manteniendo la Diaconía elevada pro hac vice a título cardenalicio.